# Rickenbach (Soleura)
Rickenbach es una comuna suiza del cantón de Soleura, ubicada en el distrito de Olten. Limita al norte con la comuna de Hauenstein-Ifenthal, al este con Wangen bei Olten, al sur con Kappel, y al oeste con Hägendorf.

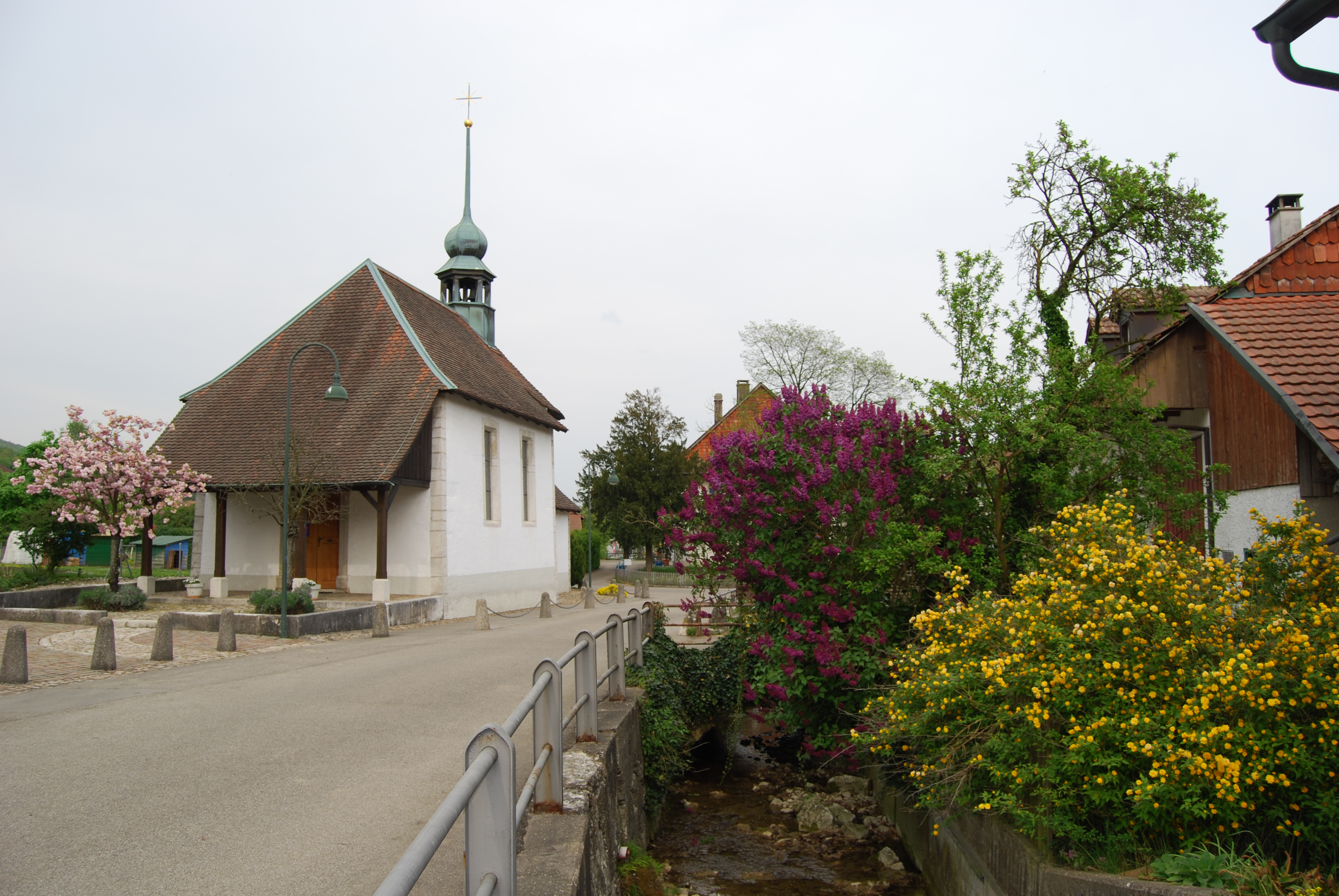
Rickenbach